# Noctiluca scintillans

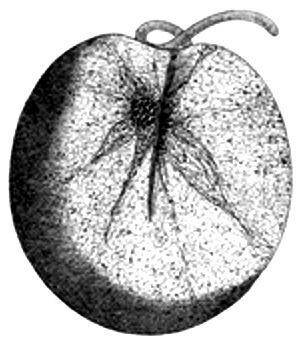
N. miliaris syn. N. scintillans, Illustration von 1919 A. Meunier

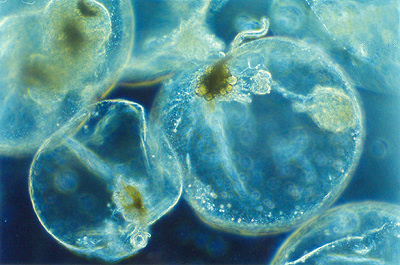
N. scintillans, mehrere Zellen, Biolumineszenz zeigend

Noctiluca scintillans, Syn.: Noctiluca miliaris, deutsch Meeresleuchttierchen genannt, ist ein freilebender, nicht parasitierender mariner Dinoflagellat, der zur Biolumineszenz fähig ist. Es handelt sich um die einzige Art der damit monotypischen Gattung Noctiluca wie auch der Familie Noctilucaceae.

## Merkmale
Noctiluca scintillans ist kein typischer Dinoflagellat. Seine Zelle kann durch massive Vakuolisierung des Zellplasmas auf Größen zwischen 200 µm und 2 mm im Durchmesser anschwellen und ist dann rund bis bohnenförmig. Die Art hat keine Theka.
Noctiluca scintillans hat eine ventrale Furche mit einer Geißel. Die Geißel treibt die Zelle nicht an. Der Einzeller kann sich nur bewegen, indem er seinen statischen Auftrieb im Wasser anpasst. Damit kann er langsam steigen oder sinken. Außerdem besitzt Noctiluca scintillans eine „Zahn“ genannte Bildung der Zellwand und einen für den Beutefang benutzten Tentakel. Mindestens eine Studie konnte zeigen, dass ein Strang klebrigen Schleims vom Tentakel ausgeworfen wird, an dem dann Futterpartikel hängen bleiben.
Die Biolumineszenz wird in vielen sehr kleinen, runden Organellen erzeugt. Nicht-leuchtende Stämme besitzen diese „Scintillions“ nicht.

## Lebensweise
Noctiluca scintillans ist heterotroph und nimmt die Futterpartikel durch Phagozytose auf. Die Beute besteht allgemein aus Plankton, darunter Kieselalgen, Dinoflagellaten, Bakterien und auch Fischeier. Die robusten Schalen der Kieselalgen sind in den Vakuolen der fast durchsichtigen Zelle von Noctiluca scintillans gut sichtbar und können auch nach dem Fressen noch bestimmt werden.
Noctiluca scintillans wird in allen Ozeanen gefunden, oft entlang der Küsten und in Ästuaren, also Gebieten, die durch hohe Nährstoffkonzentration ein starkes Wachstum der phototrophen Beute ermöglichen. Hohe Konzentrationen dieser Nahrungsquelle führen auch bei Noctiluca scintillans zur Massenvermehrung und Bildung von Algenblüten. Noctiluca scintillans selbst ist nicht giftig, kann aber große Mengen von Ammonium freisetzen, das für Fische gefährlich ist.

## Nomenklatur
Noctiluca scintillans wurde 1810 von Macartney unter dem Namen Medusa scintillans beschrieben. Der Einzeller wurde damals noch als kleine Qualle angesehen. Schon Martinus Slabber hatte ihn 1778 als Medusa marina bezeichnet und in seinem Buch über Mikroskopie auf einer Tafel dargestellt. Slabbers Benennung entsprach aber nicht den Intentionen von Linnés binomialer Nomenklatur. Jean Baptiste Lamarck verwendete 1816 den Namen Noctiluca miliaris aus einem Manuskript von Suriray für seine Darstellung in Animaux sans vertebres. Seither wurde der Dinoflagellat meist als Noctiluca miliaris bezeichnet. Nur Christian Gottfried Ehrenberg erkannte 1834 in seinem Buch Das Leuchten des Meeres die Priorität Macartneys an. 1921 veröffentlichten Kofoid und Sweze eine neue Beschreibung von Noctiluca scintillans und eine Zusammenstellung aller Synonyme, aus der ebenfalls die Priorität des Artnamens scintillans hervorging. Noctiluca miliaris wurde aber weiterhin dem wenig bekannten Namen Noctiluca scintillans vorgezogen. Erst seit Taylors 1976 veröffentlichtem Vorschlag, trotz aller Probleme die Priorität des Artepithetons scintillans anzuerkennen, setzt sich dieses langsam durch.